# Tatra T2
Tatra T2 – typ tramwaju wytwarzanego w latach 1955–1962 w zakładach ČKD w Pradze w Republice Czechosłowackiej (dziś Czechy).

## Konstrukcja
Konstruktorami nadwozia tramwaju T2 byli V. Mareš, M. Somrauer i J. Císař, wyposażenie elektryczne typu TR36 zaprojektował Vladimír Zouhar, a stylistykę František Kardaus.
T2 wywodzi się konstrukcyjnie od swojego poprzednika, tramwaju Tatra T1, i jest kolejną konstrukcją powstałą w oparciu o koncepcję PCC. T2 to jednokierunkowy, jednoczłonowy, silnikowy wagon tramwajowy z dwoma dwuosiowymi wózkami i podłogą o stałej wysokości, przeznaczony do eksploatacji pojedynczo lub w składzie wielowagonowym. Każda z osi napędzana jest silnikiem prądu stałego. Silnik napędza oś z dwiema kołami za pomocą wału i przekładni zębatej stożkowej, zaprojektowanej z myślą o niskim poziomie hałasu.
W porównaniu z tramwajami typu T1 zwiększono długość i szerokość nadwozia. Po prawej stronie nadwozia umieszczono troje drzwi harmonijkowych (w wersji T2SU jedynie dwoje – bez środkowych). Układ drzwi umożliwiał ukierunkowaną wymianę pasażerów, tj. wsiadanie przednimi drzwiami i wysiadanie środkowymi lub tylnymi drzwiami. Wewnątrz tramwaju zamontowano siedzenia w układzie 1+2 z tapicerką ze skaju (w pierwszym prototypie znajdowały się jeszcze ławki podobnie jak w T1). W pierwszych seriach produkcyjnych okna były przesuwane w dół, w kolejnych uchylne.
Tramwaje wyposażono w rozruch oporowy typu TR36. Napięcie zasilające obwody elektryczne było równe 600 V prądu stałego; standardowo polaryzację dodatnią ma sieć trakcyjna, a ujemną szyny tramwajowe, lecz na życzenie przedsiębiorstw komunikacyjnych polaryzacja mogła zostać odwrócona (Brno, Ostrawa, Koszyce). Tramwaje otrzymały pałąkowe odbieraki prądu.
Motorniczy kieruje tramwajem za pomocą dwóch pedałów nożnych – prawy jest nastawnikiem jazdy, lewy pełni funkcję hamulca. Naciskając pedał nastawnika motorniczy ma możliwość pięciostopniowej regulacji prądu rozruchowego silników. Hamowanie uruchamiane jest lewym pedałem, przy czym możliwy jest wybór jednego z pięciu stopni hamowania hamulcem elektrodynamicznym. Tramwaj wyposażono także w hamulce szynowe.
Przekaźniki, styczniki, hamulce szynowe oraz napędy drzwi, oświetlenie i dzwonek zasilane są pomocniczym napięciem 24 V, które jest dostarczane przez przetwornicę wirową.
Na obu końcach wału przetwornicy wirowej zamontowano wentylatory, które zapewniają chłodzenie silników trakcyjnych.
W porównaniu z tramwajami typu T1, na skutek wydłużenia i poszerzenia nadwozia, masa wzrosła o 1,6 tony. To spowodowało problemy z eksploatacją Tatr T2, dlatego też przy pracach nad Tatrą T3 konstruktorzy skupili się na zmniejszeniu masy wagonu.

## Prototypy
Na przełomie lat 1954–1955 wyprodukowano pierwsze dwa tramwaje typu T2. Oba od 1955 r. testowano w Pradze (pierwszy prototyp oznaczono numerem 6001, a drugi numerem 6002). Wagon nr 6001 kursował w Pradze do 1964 r., kiedy został sprzedany do Ołomuńca, gdzie pod numerem 115 eksploatowany był do 1985 r. Mimo starań tamtejszych miłośników tramwajów nie zdołano uchronić prototypu przed kasacją wraz z innymi tramwajami T2.
Drugi prototypowy tramwaj nr 6002 w 1956 r. dostarczono do Liberca, gdzie miał zostać przetestowany na liniach wąskotorowych. Rok później tramwaj przewieziono do Bratysławy. Tam kursował liniowo do 1977 r., kiedy to został sprzedany do muzeum transportu publicznego w Pradze. Remont tramwaju trwał jednak wiele lat, ostatnie prace zakończono dopiero w 1999 r.

## Modernizacje

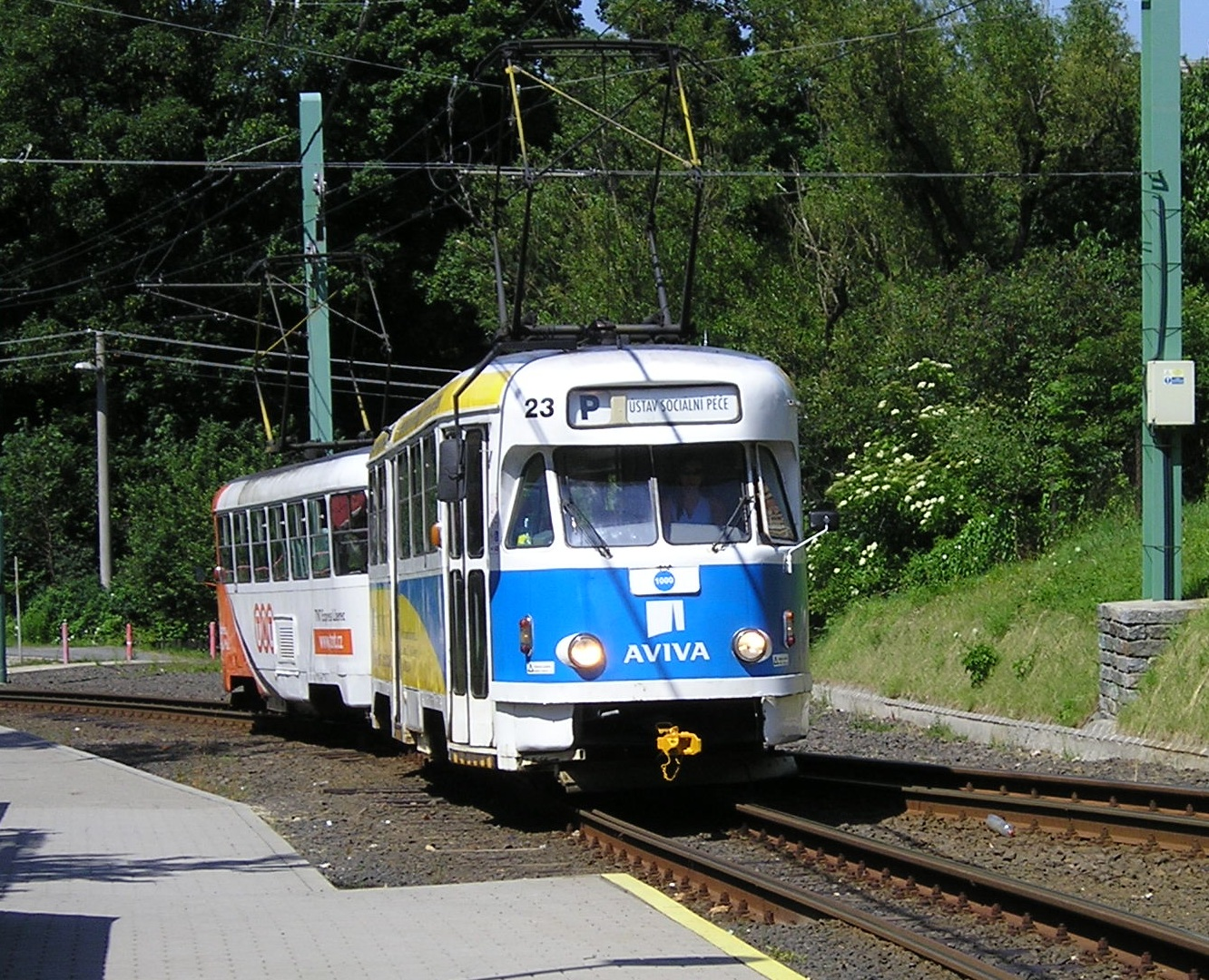
Wagony Tatra T2R złączone tyłami w skład dwukierunkowy w Libercu

Pantografy pałąkowe zastępowano pantografami nożycowymi.
W Brnie w latach 70. XX wieku usuwano w tramwajach T2 stanowiska konduktorów i zmieniano układ siedzeń na 1+1 wzorem Tatr T3, pozostawiając jednak skajową tapicerkę.
W niektórych tramwajach wymieniano także wyposażenie elektryczne na typ TR37 (takie samo jak w Tatrach T3) i montowano system informacji pasażerskiej oraz dwa reflektory w miejsce jednego.Tak przebudowane egzemplarze oznaczono jako Tatra T2R.

## Dostawy
| Państwo        | Miasto           | Typ            | Lata dostaw    | Liczba | Numery taborowe |        |
| -------------- | ---------------- | -------------- | -------------- | ------ | --------------- | ------ |
| Czechosłowacja | Bratysława       | Т2             | 1959–1962      | 66     | 201–266         | [ 10 ] |
| Czechosłowacja | Brno             | Т2             | 1958–1962      | 94     | 401–494         | [ 11 ] |
| Czechosłowacja | Koszyce          | T2             | 1958–1962      | 31     | 211–242         | [ 12 ] |
| Czechosłowacja | Liberec          | T2             | 1959–1961      | 14     | 10–23           | [ 13 ] |
| Czechosłowacja | Most i Litvínov  | T2             | 1961–1962      | 36     | 235–270         | [ 14 ] |
| Czechosłowacja | Ołomuniec        | T2             | 1960–1961      | 4      | 111–114         | [ 15 ] |
| Czechosłowacja | Ostrawa          | T2             | 1958–1962      | 100    | 600–699         | [ 16 ] |
| Czechosłowacja | Pilzno           | T2             | 1960–1962      | 26     | 134–159         | [ 17 ] |
| Czechosłowacja | Praga            | T2             | 1955           | 2      | 1001–1002       | [ 18 ] |
| Czechosłowacja | Uście nad Łabą   | T2             | 1960–1962      | 18     | 151–168         | [ 19 ] |
| ZSRR           | Kijów            | Т2SU           | 1960–1962      | 50     | 5002–5051       | [ 20 ] |
| ZSRR           | Kujbyszew        | Т2SU           | 1958–1962      | 43     |                 | [ 21 ] |
| ZSRR           | Leningrad        | Т2SU           | 1959           | 2      | 1001, 1003      | [ 21 ] |
| ZSRR           | Moskwa           | Т2SU           | 1959–1962      | 180    | 301–480         | [ 22 ] |
| ZSRR           | Rostów nad Donem | Т2SU           | 1958–1959      | 40     | 321–360         | [ 21 ] |
| ZSRR           | Swierdłowsk      | Т2SU           | 1958–1962      | 65     |                 | [ 21 ] |
| Łączna liczba: | Łączna liczba:   | Łączna liczba: | Łączna liczba: | 771    |                 |        |

## Wagony historyczne
| Pochodzenie   | Numer taborowy | Obecny właściciel | Typ  | Rok produkcji | Historyczny od roku |               |
| ------------- | -------------- | ----------------- | ---- | ------------- | ------------------- | ------------- |
| Bratysława    | 215            | DPB               | T2   | 1959          | lata 90. XX w.      | [ 23 ]        |
| Brno          | 473            | TMB               | T2   | 1961          | 1988                | [ 3 ]         |
| Brno          | 1435           | DPMB              | T2   | 1959          | 2017                | [ 3 ]         |
| Jekaterynburg | 359            | EMUP „TTU”        | T2SU | 1962          | 1998                | [ 24 ]        |
| Koszyce       | 212            | DPMK              | T2   | 1960          | 2001                | [ 25 ]        |
| Liberec       | 17             | DPMLJ             | T2R  | 1961          | 2012                | [ 26 ]        |
| Liberec       | 133            | PMDP              | T2R  | 1958          | 2007                | [ 27 ]        |
| Liberec       | 6003           | DPP               | T2R  | 1958          | 2018                | [ 28 ] [ 29 ] |
| Liberec       | 6004           | DPP               | T2R  | 1962          | 2018                | [ 30 ] [ 29 ] |
| Moskwa        | 378            | Mosgortrans       | T2SU | 1960          | lata 90. XX w.      | [ 31 ]        |
| Ostrawa       | 681            | DPO               | T2   | 1961          | 1998                | [ 32 ]        |
| Praga         | 6002           | DPP               | T2   | 1955          | 1977                | [ 33 ]        |

## Galeria

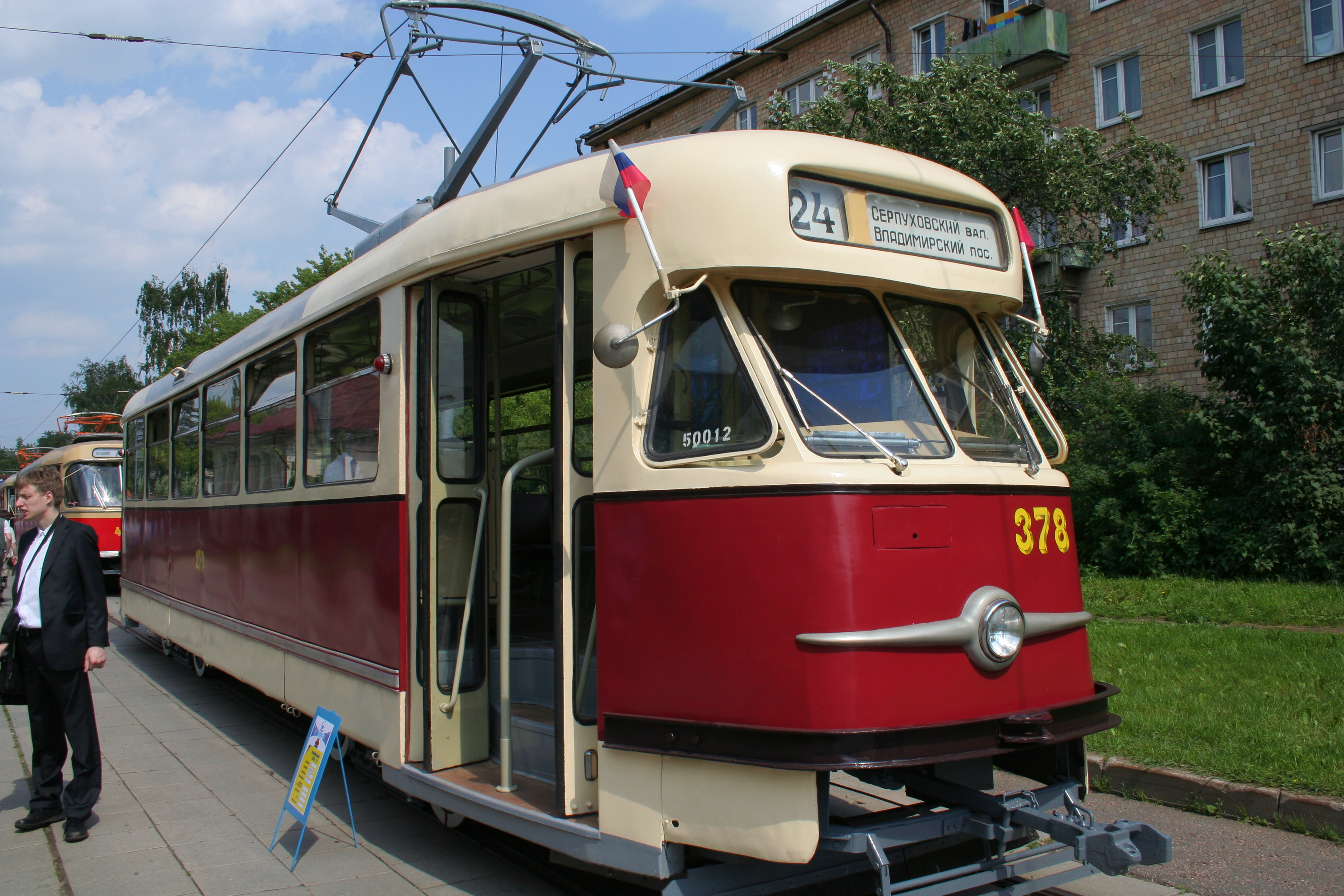
Historyczna Tatra T2 w Moskwie
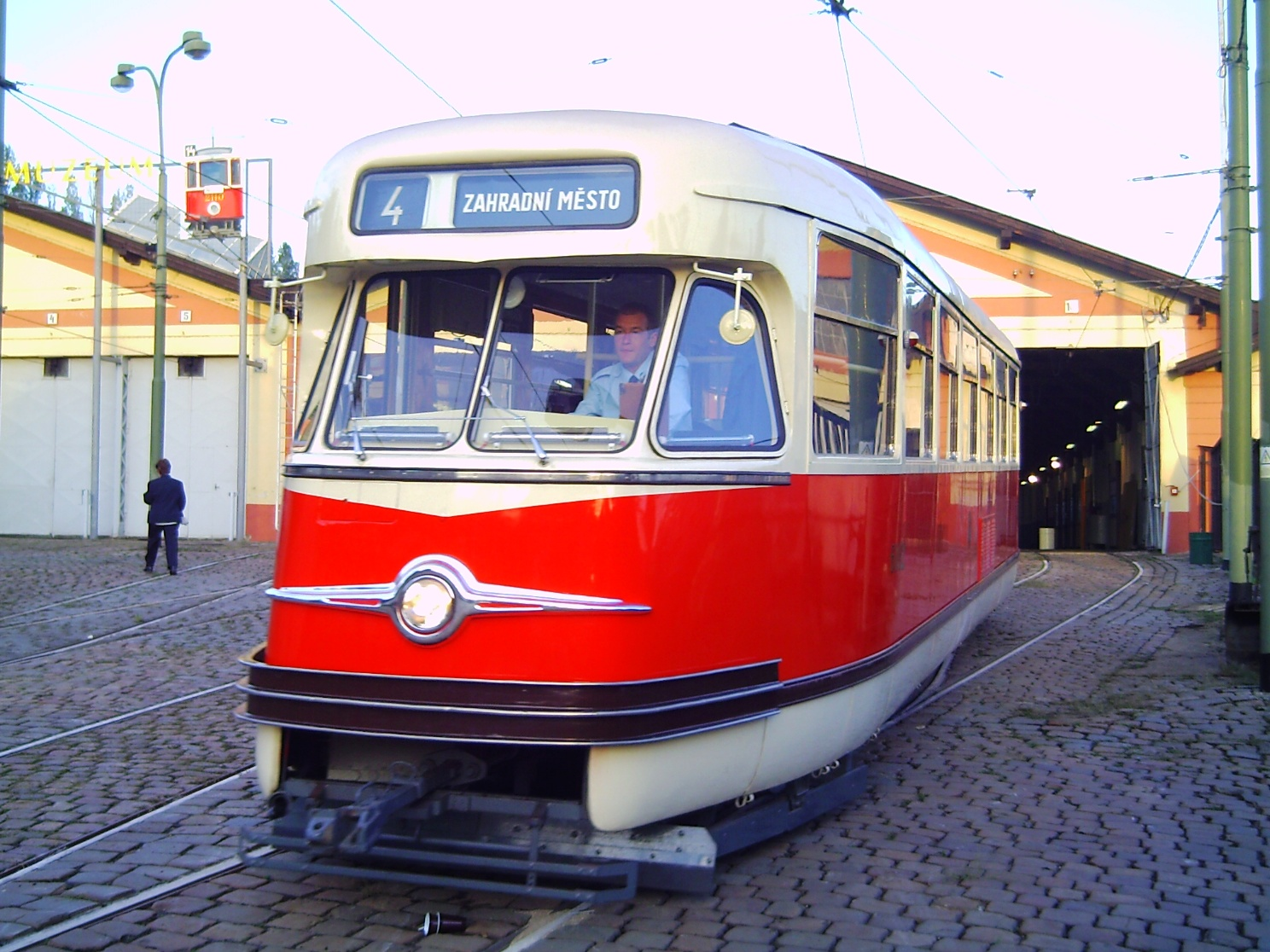
Historyczna Tatra T2 w Pradze
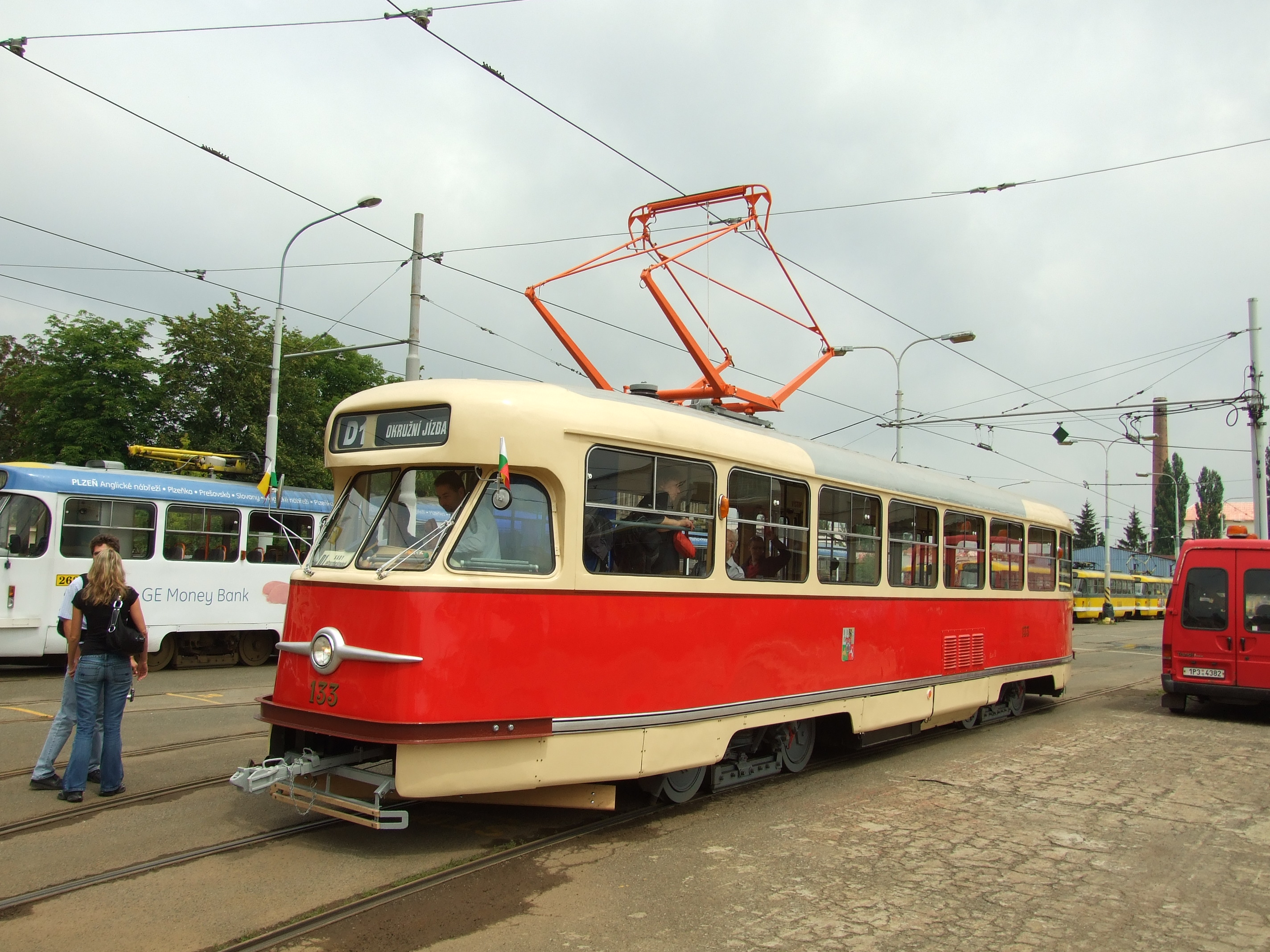
Historyczna Tatra T2 w Pilźnie
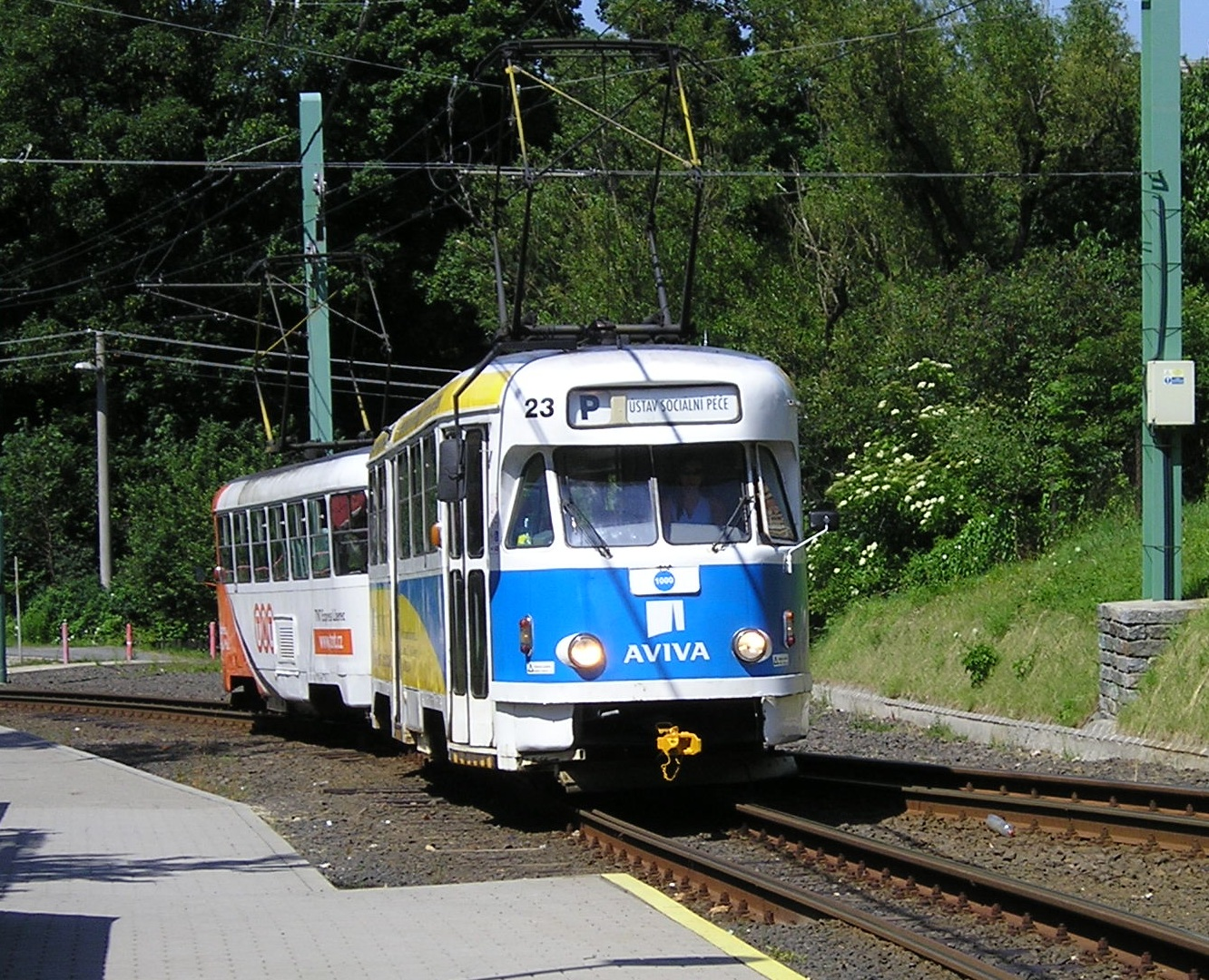
Liniowe Tatry T2R w Libercu
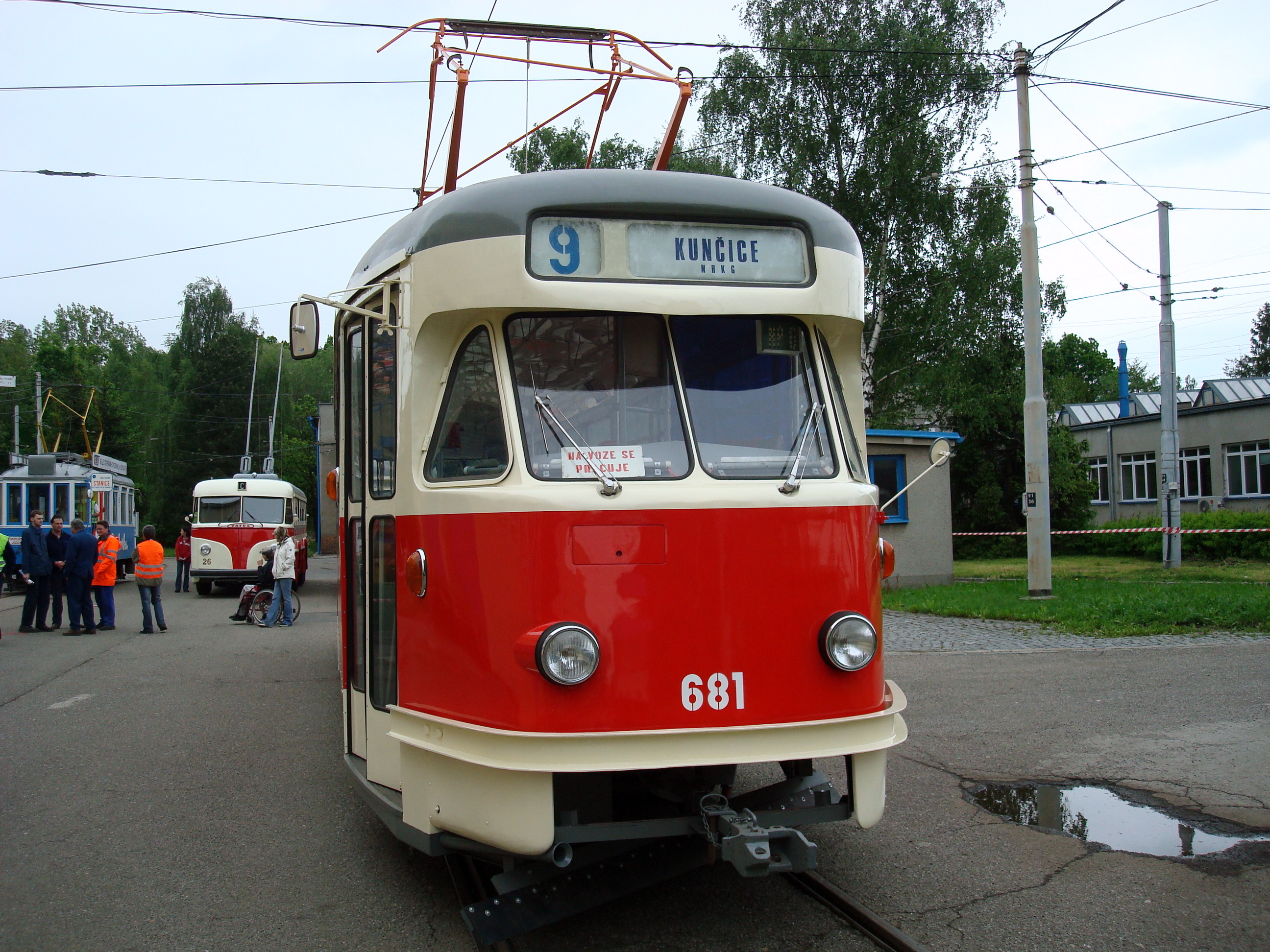
Zabytkowa Tatra T2 w Ostrawie